# Championnats d'Afrique de cyclisme sur route 2019
Navigation
Championnats d'Afrique 2018 Championnats d'Afrique 2021
Les Championnats d'Afrique de cyclisme sur route 2019 ont lieu du 15 au 19 mars 2019 à Baher Dar en Éthiopie,.

## Préparation
Les championnats sont initialement prévus du 2 au 5 février. En raison de la tenue d'un sommet de l'Union africaine aux mêmes dates, ils sont remportés à la période du 15 au 19 mars.

## Podiums masculins
| Élites                       |                                                                                   |                                                                                  |                                                                               |
| Course en ligne              | Mekseb Debesay                                                                    | Azzedine Lagab                                                                   | Youcef Reguigui                                                               |
| Contre-la-montre             | Stefan de Bod                                                                     | Sirak Tesfom                                                                     | Ryan Gibbons                                                                  |
| Contre-la-montre par équipes | Érythrée Meron Teshome Yakob Debesay Mekseb Debesay Sirak Tesfom                  | Rwanda Valens Ndayisenga Moïse Mugisha Jean Bosco Nsengimana Jean Claude Uwizeye | Éthiopie Tesfay Teklehaymanot Temesgen Buru Redwan Ebrahim Fiseha Gebremariam |
| Espoirs                      |                                                                                   |                                                                                  |                                                                               |
| Course en ligne              | Henok Mulubrhan                                                                   | Yacine Hamza                                                                     | Paul Daumont                                                                  |
| Contre-la-montre             | Moïse Mugisha                                                                     | Redwan Ebrahim                                                                   | Islam Mansouri                                                                |
| Juniors                      |                                                                                   |                                                                                  |                                                                               |
| Course en ligne              | Renus Byiza Uhiriwe                                                               | Yoel Asmerom                                                                     | Yohannes Ghebrehiwet                                                          |
| Contre-la-montre             | Hagos Welay Berhe                                                                 | Metkel Misgun                                                                    | Tesfu Redae                                                                   |
| Contre-la-montre par équipes | Éthiopie Filimon Zerabruk Debay Selemon Gezae Abebe Tesfu Redae Hagos Welay Berhe | Érythrée Yohannes Ghebrehiwet Mehari Tewelde Yoel Asmerom Metkel Misgun          | Rwanda Renus Byiza Uhiriwe Jean Eric Habimana Barnabé Gahemba Eric Muhoza     |

## Podiums féminins
| Élites                       | |                                                                          |                                                                                    |
| Course en ligne              | Mossana Debesay                                                                                     | Eyeru Tesfoam Gebru                                                      | Joanna van de Winkel                                                               |
| Contre-la-montre             | Selam Ahama Gerefiel                                                                                | Eyeru Tesfoam Gebru                                                      | Desiet Kidane                                                                      |
| Contre-la-montre par équipes | Éthiopie Eyeru Haftu Reda Eyeru Tesfoam Gebru Selam Ahama Gerefiel Tsega Beyene                     | Érythrée Zinab Fitsum Tighisti Ghebrihiwet Mossana Debesay Desiet Kidane | Rwanda Genevieve Mukundente Beatha Ingabire Olive Izerimana Jacqueline Tuyishimire |
| Espoirs                      | |                                                                          |                                                                                    |
| Course en ligne              | Desiet Kidane                                                                                       | Selam Ahama Gerefiel                                                     | Awa Bamogo                                                                         |
| Contre-la-montre             | Selam Ahama Gerefiel                                                                                | Desiet Kidane                                                            | Jacqueline Tuyishimire                                                             |
| Juniors                      | |                                                                          |                                                                                    |
| Course en ligne              | Danait Tsegay                                                                                       | Diane Ingabire                                                           | Yordanos Russom                                                                    |
| Contre-la-montre             | Trhas Teklehaymanot                                                                                 | Danait Tsegay                                                            | Brkti Fseha                                                                        |
| Contre-la-montre par équipes | Éthiopie Selam Gebru Teka Sefiager Endalaw Eshite Thrhas Teklehaimanot Tesfay Serkalen Taye Watango | Érythrée Danait Tsegay Yordanos Russom Danait Markos Birikti Fessehaye   | Non attribué                                                                       |

## Tableaux des médailles
| Rang  | Nation         | Or | Argent | Bronze | Total |
| ----- | -------------- | -- | ------ | ------ | ----- |
| 1     | Éthiopie       | 7  | 4      | 2      | 13    |
| 2     | Érythrée       | 6  | 8      | 4      | 18    |
| 3     | Rwanda         | 2  | 2      | 3      | 4     |
| 4     | Afrique du Sud | 1  | 0      | 2      | 3     |
| 5     | Algérie        | 0  | 2      | 2      | 4     |
| 5     | Burkina Faso   | 0  | 0      | 2      | 2     |
| Total | Total          | 16 | 16     | 15     | 47    |